# Jane Anger
Jane Anger est une autrice anglaise de la fin du XVIe siècle.
Le seul écrit qu'on lui connaisse est Pour la protection pour les femmes, un pamphlet publié en 1589 à Londres. Son titre complet est Jane Anger her Protection for Women, to defend them against the scandalous reportes of a late surfeiting lover, and all other like venerians that complaine so to bee overcloyed with women's kindness. Seul un exemplaire original a traversé les siècles.
Le style, les citations et les références latines tendent à confirmer qu'Anger était une femme éduquée et qu'elle utilisait son véritable nom, même si l'hypothèse d'un pseudonyme n'est pas totalement écartée.
Anger écrit son pamphlet en réponse à un texte de Thomas Orwin de 1588 dont il n'existe plus de copie : Boke His Surfeit in Love, with a farwel to the folies of his own phantasie. Elle soutient que les hommes voient les femmes comme des objets de désir sexuel et qu'une fois leurs désirs satisfaits ils les abandonnent.

## Parution
- Pour la protection pour les femmes, Argyll, 2024 ((en) Her protection for women, 1589), trad.  Jean-Laurent Del Socorro.

## Dans la culture
Jane Anger est un personnage secondaire du roman de fantasy historique Peines de mots perdus de Jean-Laurent Del Socorro, paru en 2024 aux éditions Argyll.